# Неа Харавги
Неа Харавги (на гръцки: Νέα Χαραυγή) е село в Гърция в дем Кожани, област Западна Македония.

## География
Селото е разположено на няколко километра североизточно от Кожани (Козани).

## История
Създадено е след закриването на село Харавги (Джума), поради разработването на мина в района.
| Година    | 1913 | 1920 | 1928 | 1940 | 1951 | 1961 | 1971 | 1981 | 1991 | 2001 | 2011 | 2021 |
| --------- | ---- | ---- | ---- | ---- | ---- | ---- | ---- | ---- | ---- | ---- | ---- | ---- |
| Население |      |      |      |      |      |      |      |      | 8    | 1227 | 1294 | 1185 |